# Charlie Villanueva
Charlie Alexander Villanueva (Queens, Nueva York; 24 de agosto de 1984) es un exjugador de baloncesto dominico-estadounidense que disputó 10 temporadas en la NBA. Con 2,11 metros de estatura, jugaba en la posición de ala-pívot.

## Trayectoria deportiva

### Universidad
Jugó en la Universidad de Connecticut, y en su primer año fue elegido en el segundo mejor quinteto de rookies de la Big East Conference, y fue una pieza clave, saliendo desde el banquillo, para la consecución del campeonato de la NCAA de 2004 por parte de los Huskies. En su segundo año fue elegido en el segundo mejor quinteto de su conferencia, tras promediar 13,6 puntos y 8,3 rebotes por partido.
En verano de 2004, formó parte de la selección de baloncesto de Estados Unidos que se proclamó campeona del Campeonato FIBA Américas Sub-20 de 2004.

### Profesional

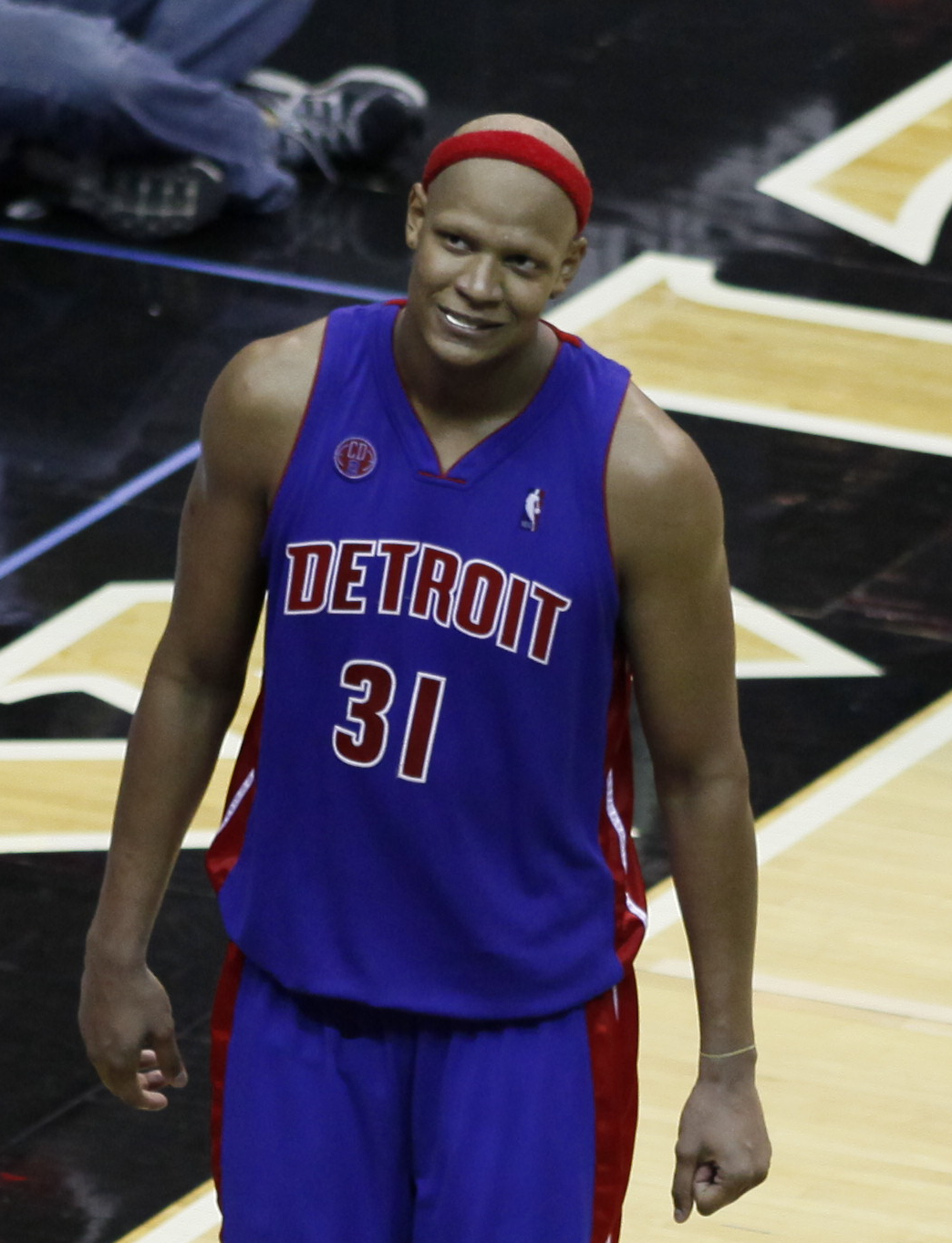
Villanueva con los Pistons en 2009.

Fue elegido en la primera ronda del Draft de la NBA de 2005 por los Toronto Raptors, algo que fue criticado por los seguidores del equipo, pero a lo que Villanueva respondió con unas excelentes estadísticas de 13 puntos y 6,4 rebotes, siendo segundo en la votación al mejor Rookie del Año. En marzo de 2006, estableció su récord de anotación con 48 puntos, el más alto para un novato desde 1997, cuando Allen Iverson consiguió 50.
Al finalizar la temporada 2005-2006, fue traspasado a Milwaukee Bucks a cambio del base T.J. Ford  y una cantidad de dinero, equipo en el cual ha promediado en la temporada regular 11,8 puntos y 5,8 rebotes en 25 minutos de juego por partido.
En julio de 2009, firmó un contrato de 5 años y 40 millones de dólares con Detroit Pistons.
El 23 de septiembre de 2014, firmó un contrato para jugar con los Dallas Mavericks por una temporada. Renovó el 6 de agosto de 2015 con los Mavericks por otra temporada.

### Selección nacional
Estados Unidos
Hijo de inmigrantes de la República Dominicana, creció en el barrio de Elmhurst (Queens), de la ciudad de Nueva York. Por lo que disputó con la selección de Estados Unidos júnior, el FIBA Américas Sub-20 de 2004, celebrado en Halifax (Canadá), ganando la medalla de oro.
República Dominicana
Luego, en 2009, cambió su nacionalidad deportiva y disputó con la selección de la República Dominicana el FIBA Américas de 2009.
También disputó el Centrobasket 2010 ganando la plata, y el FIBA Américas de 2011 obteniendo el bronce.

## Estadísticas de su carrera en la NBA

### Temporada regular
| Año     | Equipo    | PJ  | PT  | MPP  | %TC  | %3P  | %TL  | RPP | APP | ROB | TPP | PPP  |
| ------- | --------- | --- | --- | ---- | ---- | ---- | ---- | --- | --- | --- | --- | ---- |
| 2005–06 | Toronto   | 81  | 36  | 29.1 | .463 | .327 | .706 | 6.4 | 1.1 | .7  | .8  | 13.0 |
| 2006–07 | Milwaukee | 39  | 17  | 25.2 | .470 | .337 | .820 | 5.8 | .9  | .6  | .3  | 11.8 |
| 2007–08 | Milwaukee | 76  | 31  | 24.1 | .435 | .297 | .783 | 6.1 | 1.0 | .4  | .5  | 11.7 |
| 2008–09 | Milwaukee | 78  | 47  | 26.9 | .447 | .345 | .838 | 6.7 | 1.8 | .6  | .7  | 16.2 |
| 2009-10 | Detroit   | 78  | 16  | 23.7 | .439 | .351 | .815 | 4.7 | .7  | .6  | .7  | 11.9 |
| 2010-11 | Detroit   | 76  | 11  | 21.9 | .442 | .387 | .767 | 3.9 | .6  | .6  | .6  | 11.1 |
| 2011-12 | Detroit   | 13  | 0   | 13.8 | .385 | .333 | .857 | 3.7 | .5  | .5  | .4  | 7.0  |
| 2012-13 | Detroit   | 69  | 0   | 15.8 | .377 | .347 | .551 | 3.5 | .8  | .4  | .6  | 6.8  |
| 2013-14 | Detroit   | 20  | 0   | 9.0  | .380 | .250 | .571 | 1.7 | .3  | .2  | .3  | 4.6  |
| 2014-15 | Dallas    | 64  | 1   | 10.6 | .414 | .376 | .571 | 2.3 | .3  | .2  | .3  | 6.3  |
| 2015-16 | Dallas    | 62  | 4   | 10.7 | .382 | .273 | .917 | 2.5 | .4  | .3  | .2  | 5.1  |
| Total   | Total     | 656 | 163 | 20.7 | .435 | .341 | .772 | 4.6 | .8  | .5  | .5  | 10.4 |

### Playoffs
| Año   | Equipo | PJ | PT | MPP | %TC  | %3P  | %TL   | RPP | APP | ROB | TPP | PPP |
| ----- | ------ | -- | -- | --- | ---- | ---- | ----- | --- | --- | --- | --- | --- |
| 2015  | Dallas | 5  | 0  | 8.7 | .440 | .421 | .000  | 2.6 | .6  | .2  | .2  | 6.0 |
| 2016  | Dallas | 4  | 0  | 5.3 | .250 | .333 | 1.000 | 0.5 | .2  | .2  | .2  | 2.3 |
| Total | Total  | 9  | 0  | 7.0 | .345 | .377 | 1.000 | 1.6 | .4  | .2  | .2  | 4.3 |

## Vida personal
Sufre alopecia areata, una enfermedad que le impide tener pelo en cualquier parte del cuerpo.[cita requerida]